# Председник Киргистана
Председник Киргистана је шеф државе и највиши званичник Киргистана. Председник је, према уставу, симбол јединства народа и државне власти, и заштитник је Устава Киргиске Републике, појединца и грађанина. Бира се на директним изборима за петогодишњи мандат, највише два пута. Институција председника је устанвољена 1990. као замена за дотадашњег Начелника Врховног Совјета који је постојао од 1936. у време Киргиске ССР.
Претходни и први демократски изабрани председник је Аскар Акајев који је поднео оставку 24. марта 2005. Исте године на функцију председника изабран је Курманбек Бакијев, што је представљало прву промену на председничком месту у некој од централно-азијских држава после распада СССР. Бакијев је реизабран за други мандат на изборима у јулу 2009. године.

## Избор
На функцију председника може бити изабран било који држављанин Киргистана, не млађи од 35 и не старији од 65 година. Кандидат такође мора говорити киргиски језик и испунити услов да је у Киргистану провео не мање од 15 година пре подношења кандидатуре. Не може бити народни посланик нити имати било које друго звање нити вршити привредне активности. Поред тога изабрана личност мора суспендовати своје активности у политичким странкама и организацијама за време мандата.
Приликом ступања на дужност, 30 дана након избора, председник се заклиње овим речима, прописаним чланом 45. устава Киргистана, пред народном скупштином:
| „ | Ја,... преузимајући обавезу председника Киргиске Републике, пред мојим народом и светом отаџбином Ала-Тоо заклињем се: да ћу поштовати и штитити Устав Киргиске Републике; да ћу бранити суверенитет и независност Киргиске државе; да ћу поштовати и штитити права и слободе свих грађана Киргиске Републике и да ћу верно обављати високе дужности председника Киргиске Републике које су ми поверене вољом народа. | ” |

Председник се бира већином свих гласова. Избори се спроводе на основи једнаког бирачког права тајним гласањем. За кандидатуру је потребно 50.000 потписа регистрованих бирача.
Избори се сматрају успелим уколико је број изашлих бирача већи од 50 процената. Исто тако кандидат који освоји 50 процената гласова изабран је за председника. Уколико ниједан кандидат не обезбеди потребну већину у првом кругу, организује се други круг у ком учествују два најбоље пласирана кандидата из првог круга.

## Функција
Као шеф државе, председник има велика уставна овлашћења. Према томе председник има овлашћење да:
- поставља премијера и чланове владе
- предлаже кандидате за Врховни суд пред парламентом
- одређује спољну политику државе
- предлаже и потписује законе
- расписује изборе
- управља војском као главнокомандујући

## Смена
Председник може бити смењен од стране парламента искључиво на основу оптужби за велеиздају или за друго тешко дело за које постоји пресуда Уставног суда. За такву одлуку је потребна двотрећинска већина у парламенту. Уколико се докаже невиност председника, посланици који су подржали иницијативу бивају аутоматски смењени.

## Наслеђивање
У случају да је председник онемогућен у вршењу дужности због смрти, болести или смене, вршилац дужности постаје премијер до нових избора. Процес избора новог председника мора се обавити у року од три месеца.

## Председници
До сада су на функцију председника биране две особе, Аскар Акајев и Курманбек Бакијев. У периоду револуције ружа, од марта до августа 2005. године, власт су вршила обоција, Акајев у изгнанству из Казахстана и Русије а Бакијев у Киргистану.
|    | Име                                      | Почео мандат       | Завршио мандат     |
| 1. | Аскар Акајевич Акајев                    | 27. октобар 1990.  | 11. април 2005.    |
|    | Ишенбај Дүјшонбијевич Кадирбеков (в. д.) | 24. март 2005.     | 25. март 2005.     |
| 2. | Курманбек Салијевич Бакијев              | 25. март 2005.     | 7. април 2010.     |
|    | Роза Исаковна Отунбајева (в. д.)         | 7. април 2010.     | 3. јул 2010.       |
| 3. | Роза Исаковна Отунбајева                 | 3. јул 2010.       | 1. децембар 2011.  |
| 4. | Алмазбек Шаршенович Атамбајев            | 1. децембар 2011.  | 24. новембар 2017. |
| 5. | Соронбај Шарипович Женбеков              | 24. новембар 2017. | 15. октобар 2020.  |
| 6. | Садир Нургожојевич Жапаров               | 16. октобар 2020.  | 14. новембар 2020. |
| 7. | Талант Турдумаматович Мамитов            | 14. новембар 2020. | 27. јануар 2021.   |
| 8. | Садир Нургожојевич Жапаров               | 28. јануар 2021.   |                    |